# پیستول نیمه‌خودکار
تپانچه نیمه‌خودکار (به انگلیسی: Semi-automatic pistol) (به اصطلاح غلط کلت) گونه‌ای اسلحه دستی است که دارای خشاب باشد.
در این گونه سلاح برخلاف هفت‌تیر (رووِلوِر Revolver) که دارای چندین جان لوله است، تنها یک جان لوله وجود دارد و سلاح پس از هر شلیک گلوله‌ای تازه را درون جان لوله جای می‌دهد. این سلاح از آن رو نیمه خودکار نامیده می‌شود که کاربر برای هربار شلیک می‌بایست ماشه را بکشد اما نیازی به جا زدن دستی گلوله بعدی ندارد. به عبارت دیگر، سلاح نیمه‌خودکار قابلیت آن را ندارد که با نگهداشتن ماشه، به صورت تیربار فشنگ‌ها را شلیک کند. در تپانچه‌ها هم همانند هر سلاح خودکار و نیمه‌خودکار دیگر، برای نخستین شلیک لازم است روپوش فوقانی لوله که حکم گلنگدن را نیز دارد به سمت عقب بکشید تا نخستین فشنگ مستقر شود. اما پس از آن با شلیک هر گلوله، پوکه به صورت خودکار خارج و بر اثر فشار گاز باروت، فشنگی تازه از خشاب کشیده شده و درون جان لوله جای می‌گیرد.

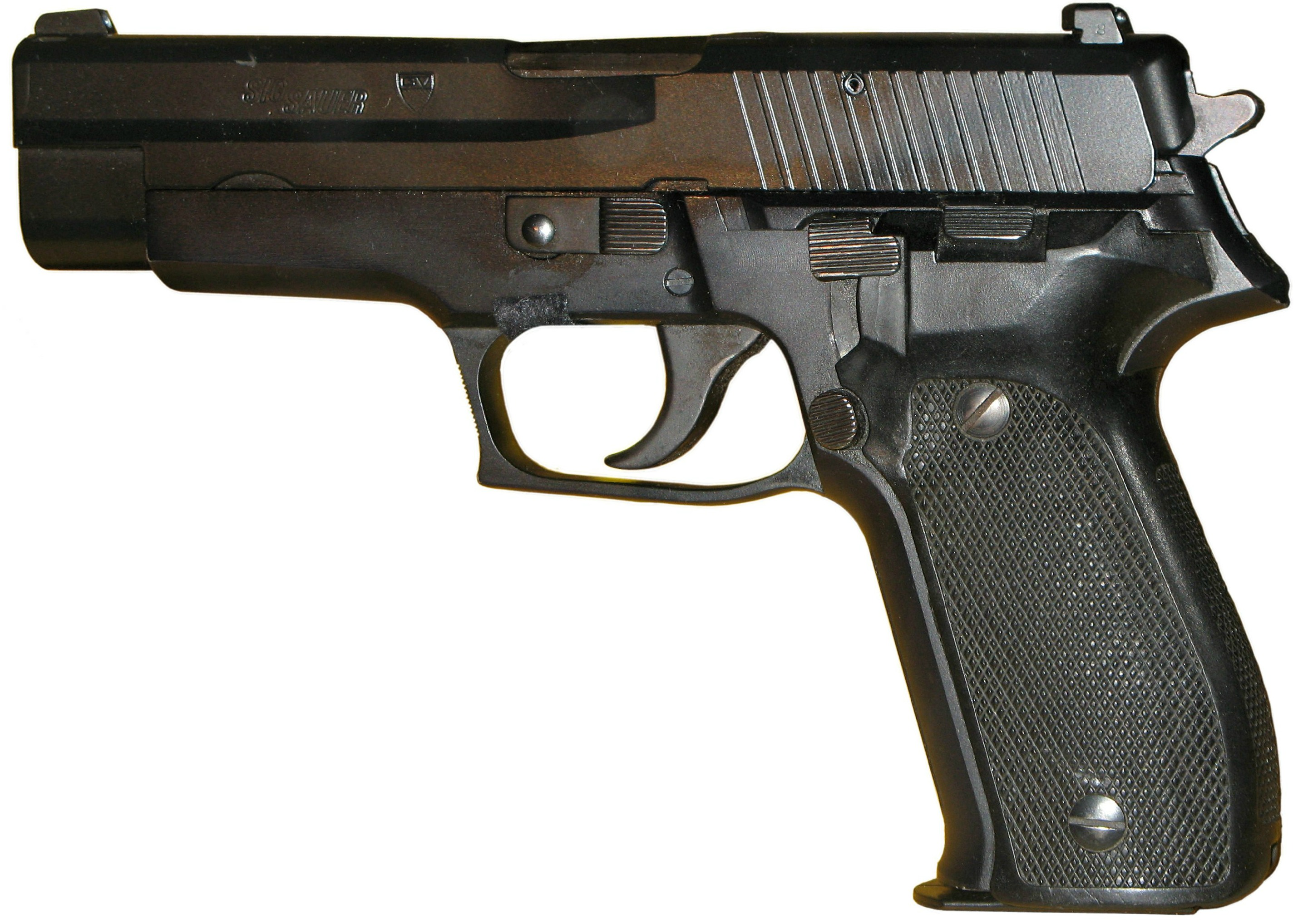
زیگ زائور پی۲۲۶

اسلحه دستی نیمه‌خودکار دارای خشاب است که معمولاً درون دسته اسلحه جای دارد. وجود خشاب در دسته باعث می‌شود تا اسلحه به‌طور معمول ظرفیت فشنگ بیشتری در مقایسه با هفت‌تیر داشته باشند. همچنین پهنای اسلحه کاهش یافته و پنهان کردن آن آسان‌تر خواهد بود. اما نیاز به بزرگ بودن و صاف بودن دسته باعث می‌شود تا خوشدستی و ارگونومی این نوع تپانچه‌ها در مقایسه با هفت‌تیر کمتر باشد.
در ایران سلاح کلت ام۱۹۱۱ به صورت معدود توسط پلیس و نیروهای نظامی به‌طور رسمی به کار گرفته می‌شود از آنجا که این سلاح ساخت کمپانی کُلت آمریکا است و از نخستین گونه‌های سلاح‌های دستی نیمه‌خودکار بود که در ایران رایج شد برخی افراد به صورت عامیانه واژهٔ کلت را برای تمام سلاح‌های از گونه اسلحه دستی نیمه خودکار به کار می‌برند. به دلیلی مشابه نیز در زمان گذشته به این گونه سلاح پارابلوم گفته می‌شد. تپانچه نیمه‌خودکار مشهور آلمانی با نام لوگر پارابلوم ۱۹۰۸ مورد استفاده قرار می‌گرفته‌است و نام پارابلوم روی فشنگهای ۹میلیمتری باقی مانده‌است که در جهان از این فشنگ با نام ۹میلیمتری پارابلوم یاد می‌شود.
اکنون یکی از رایج‌ترین تپانچه‌های نیروهای مسلح در ایران زیگ زائور پی۲۲۶ (کپی با نام زعاف) می‌باشد که محصول مشترک سوئیس و آلمان غربی است.